# Ivan III. Etiopski
Ivan III. Etiopski (oko 1824. – oko 1873.) bio je posljednji etiopski car (neguš negasti) gondarske grane Salomonske dinastije. Rođen je kao sin cara Tekle Georgisa, on je zapravo bio marioneta u rukama moćnog ras Alija II. od Bedžemdera, oromskog vladara. On ga je prisilio da se oženi njegovom majkom Menen Liben Amede, tako da je zapravo ona bila stvarna vladarica.

## Životopis
Ivan III. vladao je u nesretnom periodu za Etiopiju zvanom Zemene Mesafint (Doba prinčeva) kad je carstvo bila razjedinjeno beskonačnim unutrašnjim borbama. U njegovo vrijeme dva najveća rivala bili su ras Ali II. od Bedžemdera i dejazmač Vube Haile Marjam iz Pokrajine Semien. Tako da je Ivan III. za vrijeme svoje vladavine između 30. kolovoza 1840. i 1851. nekoliko puta skidan s prijestolja i zamijenjen svojim rođakom Sahle Dengelom. Prvi put je ga je s trona skinuo ras Ali II. u listopadu 1841. jer se tad htio prikazati kao prijatelj dejazmača Vube Haile Marjama. Zatim je nakratko ponovno vraćen na prijesto 1845., da bi potom bio ponovno skinut s trona 1850. i zamijenjen s nekim nepoznatim (to je predpostavka povjesničara E.A. Wallis Budgea dobrog poznavaoca etiopske povjesti).
Neki dobri poznavaoci etiopske povjesti kao Donald Crummey, drže da je Ivan III. dospio pod veliki utjecaj katoličkih misionara (biskupa Justina de Jacobisa) te da se obratio na katoličanstvo 1851.
Njegova konačna sudbina, kao i brojne pojedinosti njegove vladavine, ostale su tajna do danas. Za njega jedni tvrde da je ponovno vraćen na tron 18. lipnja 1847. nakon što je Kasaj Haile Georgis (budući car Tevodros II.) porazio vojsku njegove žene Menen i njenog sina Ras Alija kod Jezera Tana. Po drugima tad je Tevodros II. iskoristio priliku i sam preuzeo prijestolje. 
Nakon toga, Ivan III. nastavio je živjeti kao običan građanin. Oko 1856., katolički misionari u Etiopiji pokušali su ga vratiti na prijestolje, ali je on pokazao veći interes da ode na hodočašće u Jeruzalem, nego za carski tron. Nakon toga se poslije dvije godine vratio u okrilje Etiopske pravoslavne tevahedo crkve i pridružio Tevodrosu na njegovu dvoru u Magdali.
Iz njegove vladavine ostalo je jedno pismo upućeno francuskom caru Napoleonu III. 11. lipnja 1869. u kojem ga moli za financijsku pomoć.